# Sesamum pedalioides
Sesamum pedalioides är en sesamväxtart som beskrevs av William Philip Hiern. Sesamum pedalioides ingår i släktet sesamer, och familjen sesamväxter. Inga underarter finns listade i Catalogue of Life.